# Спрінг-Брук (Вісконсин)
Спрінг-Брук (англ. Spring Brook) — місто (англ. town) в США, в окрузі Данн штату Вісконсин. Населення — 1687 осіб (2020).

## Демографія
Згідно з переписом 2010 року, у місті мешкало 1558 осіб у 582 домогосподарствах у складі 466 родин. Було 613 помешкання
Расовий склад населення:
| - 95,6 % — білих - 2,6 % — азіатів - 0,2 % — корінних американців - 0,1 % — чорних або афроамериканців - 1,0 % — осіб інших рас |

До двох чи більше рас належало 0,5 %. Частка іспаномовних становила 1,9 % від усіх жителів.
За віковим діапазоном населення розподілялося таким чином: 24,3 % — особи молодші 18 років, 65,3 % — особи у віці 18—64 років, 10,4 % — особи у віці 65 років та старші. Медіана віку мешканця становила 39,7 року. На 100 осіб жіночої статі у місті припадало 105,8 чоловіків;  на 100 жінок у віці від 18 років та старших — 108,3 чоловіків також старших 18 років.
Середній дохід на одне домашнє господарство  становив 77 502 долари США (медіана — 62 768), а середній дохід на одну сім'ю — 82 445 доларів (медіана — 67 955). Медіана доходів становила 48 438 доларів для чоловіків та 40 776 доларів для жінок. За межею бідності перебувало 10,6 % осіб, у тому числі 13,5 % дітей у віці до 18 років та 6,2 % осіб у віці 65 років та старших.
Цивільне працевлаштоване населення становило 931 особа. Основні галузі зайнятості: освіта, охорона здоров'я та соціальна допомога — 24,2 %, виробництво — 18,6 %, роздрібна торгівля — 11,4 %, сільське господарство, лісництво, риболовля — 9,8 %.